# Lista de famílias e subfamílias de vírus
Esta é uma lista alfabética das famílias e subfamílias de vírus, incluindo aquelas listadas pelo relatório de 2014 do Comitê Internacional de Taxonomia de Vírus (ICTV).
Para obter uma lista de espécies individuais, consulte a lista de espécies de vírus.

## A
- Adenoviridae
- Alloherpesviridae
- Alphaflexiviridae
- Alphaherpesvirinae
- Alphatetraviridae
- Alvernaviridae
- Amalgaviridae
- Ampullaviridae
- Anelloviridae
- Arenaviridae
- Arteriviridae
- Ascoviridae
- Asfarviridae
- Astroviridae
- Autographivirinae
- Avsunviroidae

## B
- Baculoviridae
- Barnaviridae
- Benyviridae
- Betaflexiviridae
- Betaherpesvirinae
- Bicaudaviridae
- Bidnaviridae
- Birnaviridae
- Bornaviridae
- Bromoviridae
- Bunyaviridae

## C
- Caliciviridae
- Carmotetraviridae
- Caulimoviridae
- Chordopoxvirinae
- Chrysoviridae
- Circoviridae
- Clavaviridae
- Closteroviridae
- Comovirinae
- Coronaviridae
- Coronavirinae
- Corticoviridae
- Cystoviridae

## D
- Densovirinae
- Dicistroviridae

## E
- Endornaviridae
- Entomopoxvirinae
- Eucampyvirinae

## F
- Filoviridae
- Flaviviridae
- Fuselloviridae

## G
- Gammaflexiviridae
- Gammaherpesvirinae
- Geminiviridae
- Globuloviridae
- Gokushovirinae
- Guttaviridae

## H
- Hepadnaviridae
- Hepeviridae
- Herpesviridae
- Hypoviridae
- Hytrosaviridae

## I
- Iflaviridae
- Inoviridae
- Iridoviridae

## L
- Leviviridae
- Lipothrixviridae
- Luteoviridae

## M
- Malacoherpesviridae
- Marnaviridae
- Marseilleviridae
- Megabirnaviridae
- Mesoniviridae
- Metaviridae
- Microviridae
- Mimiviridae
- Myoviridae

## N
- Nanoviridae
- Narnaviridae
- Nimaviridae
- Nodaviridae
- Nudiviridae
- Nyamiviridae

## O
- Ophioviridae
- Orthomyxoviridae
- Orthoretrovirinae

## P
- Papillomaviridae
- Paramyxoviridae
- Paramyxovirinae
- Partitiviridae
- Parvoviridae
- Parvovirinae
- Peduovirinae
- Permutotetraviridae
- Phycodnaviridae
- Picobirnaviridae
- Picornaviridae
- Picovirinae
- Plasmaviridae
- Pneumovirinae
- Podoviridae
- Polydnaviridae
- Polyomaviridae
- Pospiviroidae
- Potyviridae
- Poxviridae
- Pseudoviridae

## Q
- Quadriviridae

## R
- Reoviridae
- Retroviridae
- Rhabdoviridae
- Roniviridae
- Rudiviridae

## S
- Secoviridae
- Sedoreovirinae
- Siphoviridae
- Sphaerolipoviridae
- Spinareovirinae
- Spiraviridae
- Spounavirinae
- Spumaretrovirinae

## T
- Tectiviridae
- Tevenvirinae
- Togaviridae
- Tombusviridae
- Torovirinae
- Totiviridae
- Turriviridae
- Tymoviridae

## V
- Virgaviridae